# Hyperolius pyrrhodictyon
Hyperolius pyrrhodictyon és una espècie de granota de la família dels hiperòlids que viu a Zàmbia.